# Euryrhynchidae
Euryrhynchidae is een familie van kreeftachtigen uit de klasse van de Malacostraca (hogere kreeftachtigen).

## Geslachten
- Euryrhynchina Powell, 1976
- Euryrhynchoides Powell, 1976
- Euryrhynchus Miers, 1877